# アプリリア (会社)

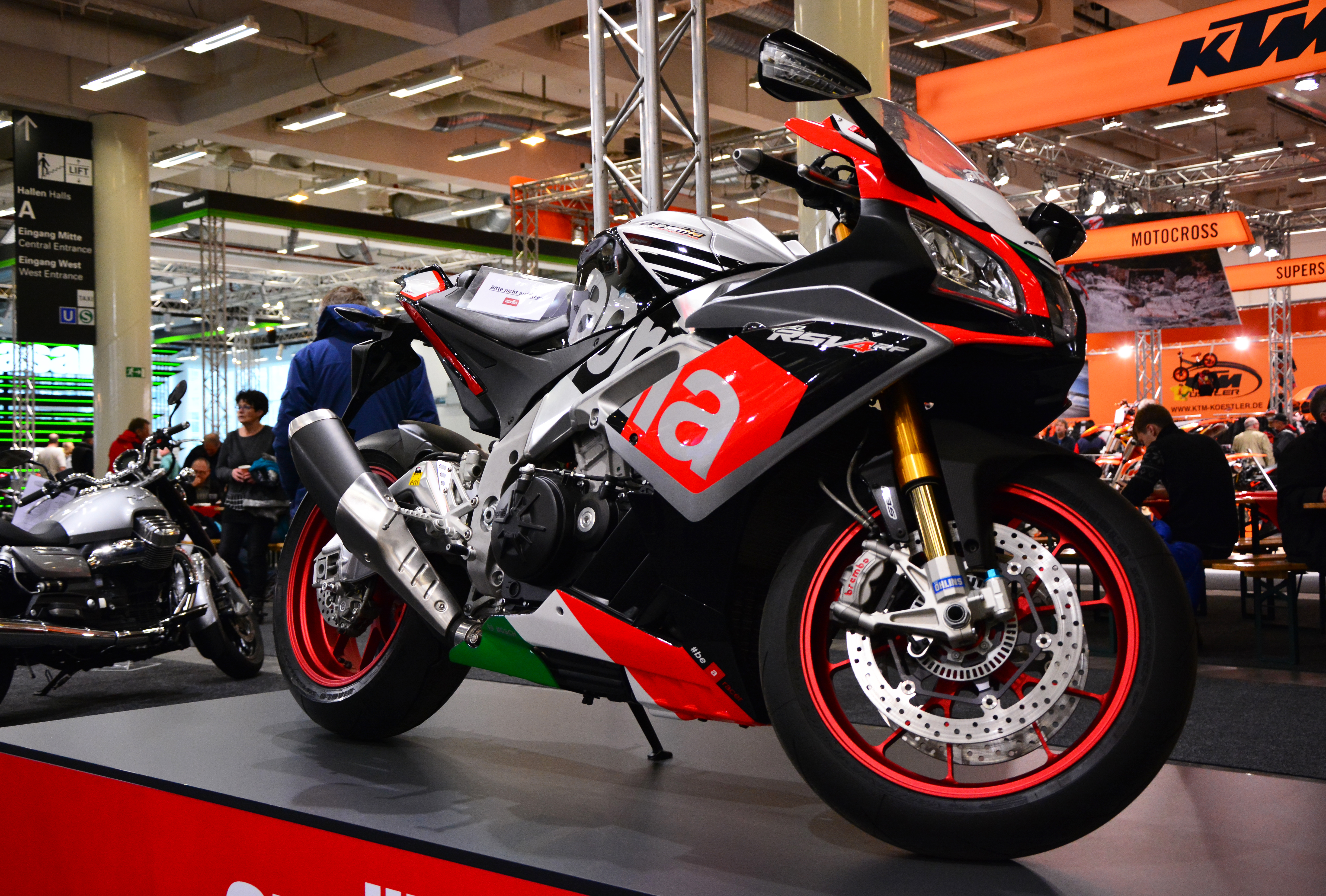
Aprilia RSV4

アプリリア（Aprilia S.p.A. ）は、イタリアのオートバイメーカー。

## 沿革
第二次世界大戦直後の1945年にバリエ・アルベルト・ベッジオにより創業。自転車生産を開始し成功を収めた。1968年にアルベルトの息子のイバノ・ベッジオが経営を引き継ぐ。
イバノは12人の従業員とともにオートバイを初めて製造。青と金に塗られた50ccのオートバイで、ヒットを飛ばした。1970年に発売したスクランブラー型スカラベオはモトクロスでも用いられ、アプリリアで最も有名な商品となった。イバノは小型バイクとスクーターに注力して会社を成長させていった。
1974年に本格的なモトクロッサーを製作。モトクロス世界選手権シリーズにミラノ出身のイヴァン・アルボルゲッティと全日本モトクロスチャンピオンの鈴木都良夫選手を擁し参戦。1977年にはレプリカモデルを発売し成功を収める。
1980年代初頭は欧州二輪市場の冬の時代であったが、既存のモペッド、モトクロッサーという車種、会社のイメージにこだわることなくエンデューロ、トライアル、オンロードモデルへとラインナップを広げた。
しかし設立当時のアプリリアの特徴であったオフロードバイクの市場は1980年代に縮小し始め、モトクロッサーは公道仕様もしくはエンデューロ仕様に二極化していった。1985年がモトクロス世界選手権へのファクトリー参戦最後の年となった。

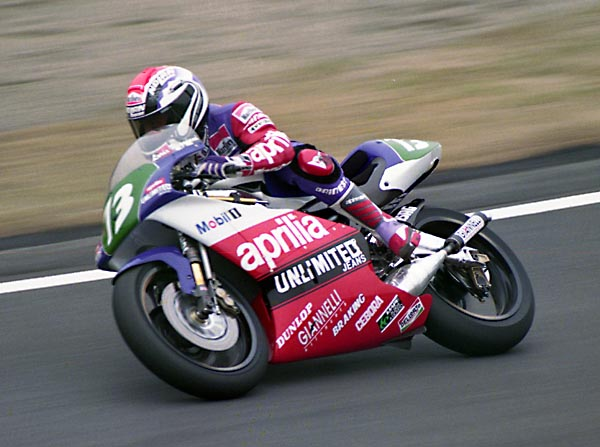
1992年ロードレース世界選手権250ccクラスに参戦するロリス・レジアーニ

モトクロスと入れ替わるように、ロードレース世界選手権（WGP、現MotoGP）のGP250クラスに参戦を開始。日本メーカーが支配する中、初年度は6位という、初参戦の小規模イタリアブランドとして十分な結果を残した。2年後の1987年ミサノでは初優勝を飾った。1991年に新型RS250Vを投入してから飛躍を遂げ、1992年のアレッサンドロ・グラミーニを皮切りにマックス・ビアッジ、バレンティーノ・ロッシ、坂田和人らの活躍により125cc/250ccクラスで多数のタイトルを獲得した。1994～2003年の10年間で、250ccクラスのライダースタイトルの7つをアプリリアが占めた。
また1990年代に入ると都市型コミューター（スクーター）のような実用的なバイクの生産にも参入した。この時スカラベオはスクーターとして復活し、現在に至っている。
2000年にスーパーバイク世界選手権（WSBK）にも参戦し、初年度に5勝を挙げた。しかしMotoGPに注力するため2002年限りで撤退した。
アプリリアは2000年にモト・グッツィ、2004年にラベルダなどを買収するが、この買収が結果的に負担となってしまったことや、折からの欧州二輪市場危機により財政難に陥り、2004年8月同業のピアッジオ傘下に入った。
MotoGPでは990cc3気筒エンジンを携えて参戦。運営とは2002～2006年に参戦する契約を交わしていたが、親会社となったピアッジオの意向でこれを反故にして2004年で撤退し、違約金も払わなかったとされる。なおピアッジオ側は名目上は「経済的でなく、競争力にも欠け、宣伝効果もない」ということを理由に挙げていた。
2004年にオフロードバイクの分野に再参入し、すぐにスーパーモタード世界選手権のS2クラスでタイトルを獲得した。これはアプリリア史上初となる4ストロークエンジン車での世界タイトルであった。
2005年4月13日にはBMWとの業務提携が締結された。
2006、2007年にホルヘ・ロレンソが250ccクラスを連覇。2009年を最後に同クラスから撤退した。
2011年ニコラス・テロルによる125ccクラス制覇（ライダース・コンストラクターズ）が、2022年時点での最後のアプリリアのロードレース世界選手権タイトルとなっている。同年限りで125ccクラスからも撤退した。

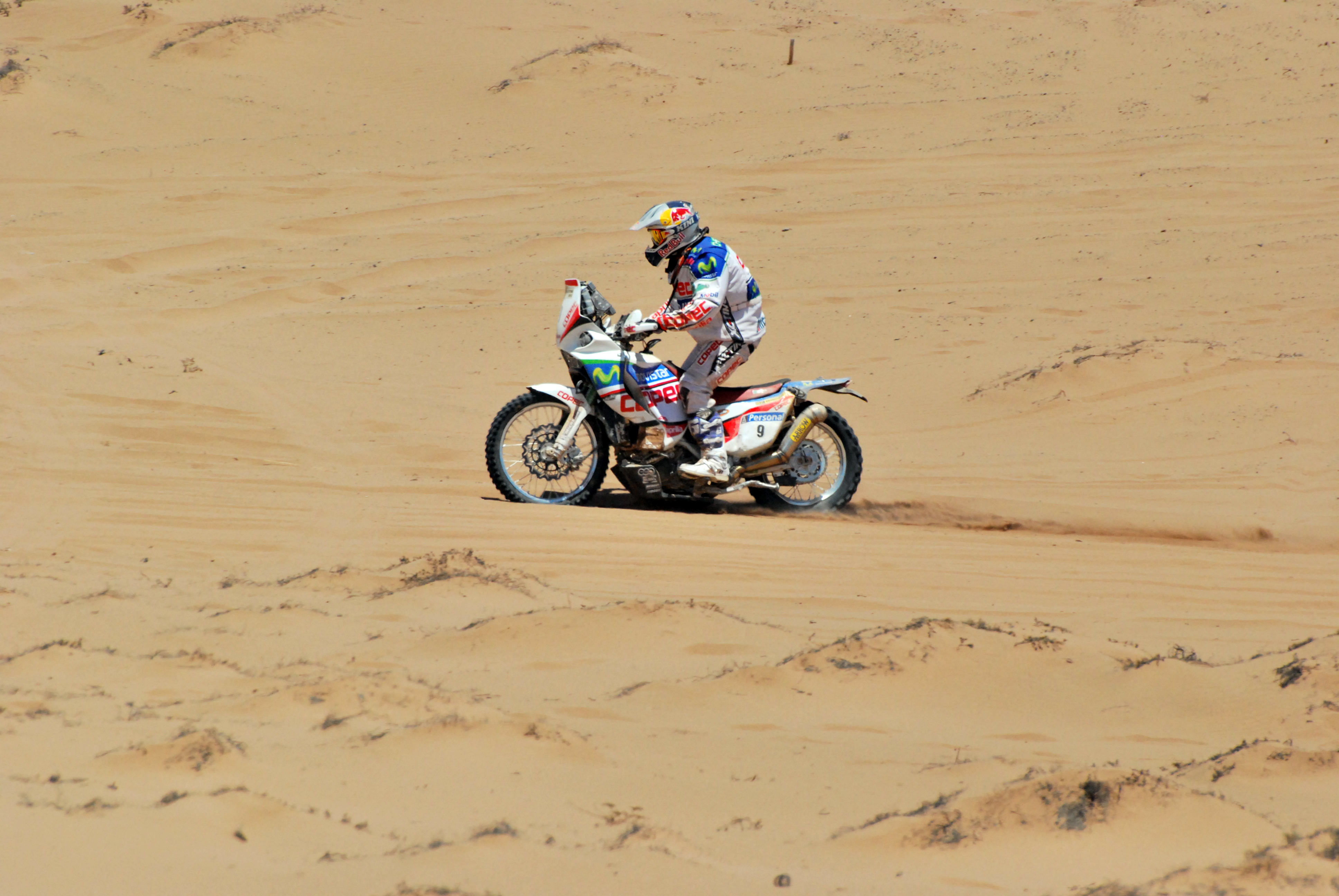
2010年ダカール・ラリーに参戦するフランシスコ・ロペス・コンタルド

2010～2012年の3年間のみラリーレイド（クロスカントリーラリー）にも参戦。チリ人のフランシスコ・ロペス・コンタルド（チャレコ・ロペス）の活躍により複数のステージ勝利を獲得し、2010年にはKTM勢に次ぐ総合3位、翌年は4位を獲得した。その後アプリリアは「バック・トゥ・アフリカ」を掲げてトゥアレグ660を開発し、2024年にダカールやW2RC（世界ラリーレイド選手権）を除くトップラリーレイドへ復帰する方針を明らかにしている。

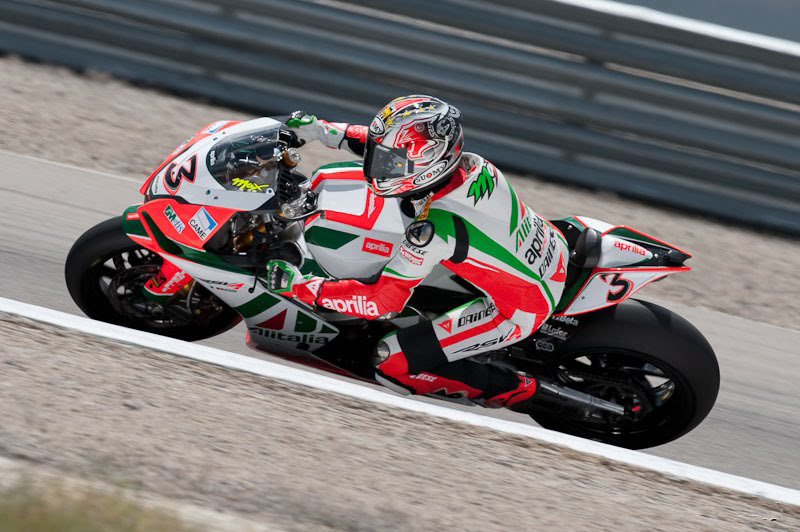
2010年スーパーバイク世界選手権に参戦するマックス・ビアッジ

2009年にスーパーバイク世界選手権に復帰し、2010年にマックス・ビアッジにより初のライダース・マニュファクチャラーズの二冠を獲得。また2012～2014年に2度のライダースタイトルを獲得し、マニュファクチャラーズタイトルを3連覇した。その後2015年からスーパーバイクを撤退の上で、MotoGPの最高クラスに復帰した。しかし選手権を防衛して好調だった状況での突然の撤退に、困惑の声もあった。MotoGPは2023年現在まで継続しているが、タイトル獲得には至っていない。
基本的には車体とエンジンを一体で開発、販売する会社であるが、RS250ではスズキからRGV-Γ用のエンジン提供を受けていた。また現在も継続使用されている1000ccのV2エンジンについては、ロータックスが開発（アプリリアとの共同開発との説もある）したものである。
日本での正規輸入販売は、ピアッジオの完全子会社であるピアッジオグループジャパン株式会社が担当している。1990年代に原田哲也や坂田和人がロードレース世界選手権に参戦するなどモータースポーツでの活躍もあり、日本ではイタリア車としてドゥカティ、ビモータと並び知名度の高いブランドである。

## 商品
レーサーレプリカ・スーパースポーツ
- RS50
- RS4 50
- RS125
- RS4 125
- RS250
- RSV mille
- RSV1000R
- RSV4 FACTORY

ロードレーサー (競技専用車)

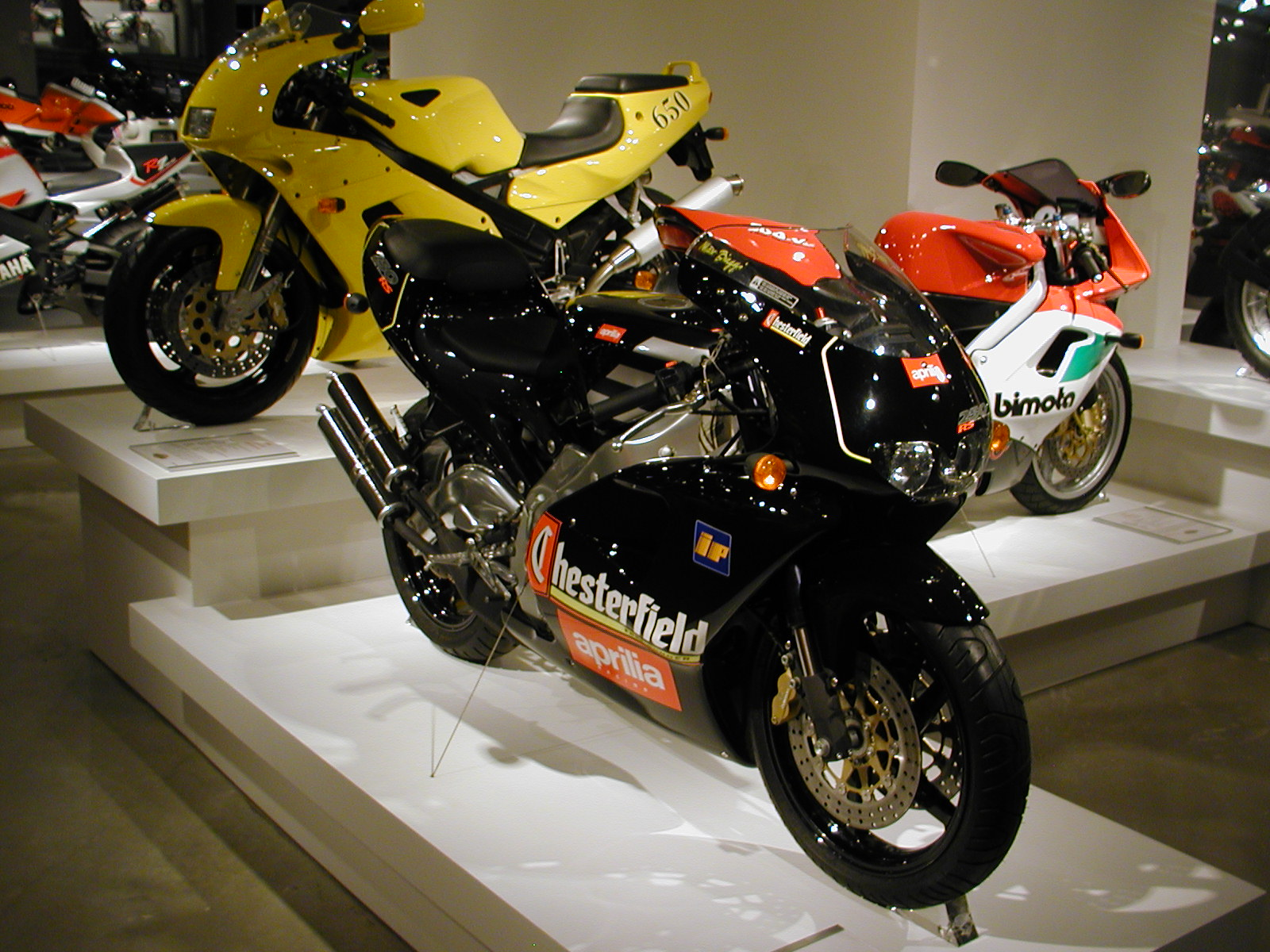
RS250

- RSV250/RSW250/RSW250LE/RSA250
- RS125R/RSA125

スポーツバイク
- SL1000 FALCO

スポーツツアラー
- RST1000 FUTURA

ネイキッド
- TUONO 1000 R
- TUONO50
- PEGASO 650(STRADA)
- SHIVER 750

デュアルパーパス
- MANA 850GT ABS
- CAPONORD 1200 ABS

オフロード
- TUAREG 125WIND/RALLY50

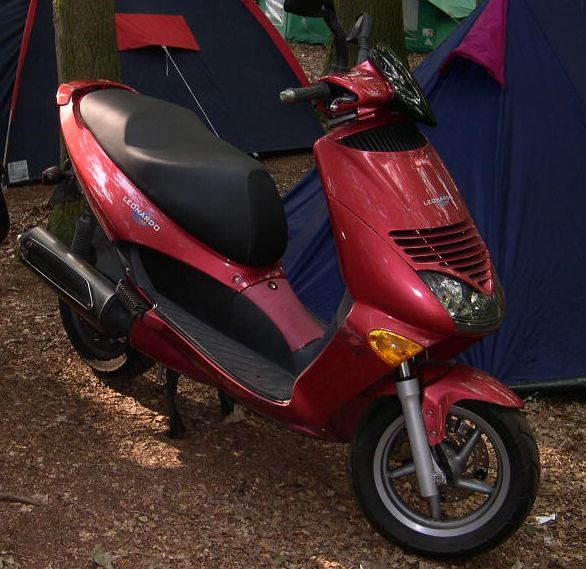
レオナルド150

- TUAREG 125WIND/RALLY125
- TUAREG 6.35WIND
- TUAREG 600WIND
- RX50
- RX50 Racing
- RX125
- RXV450
- PEGASO 650^3(cube)
- PEGASO 650 i.e
- PEGASO 650 TRAIL
- ETV1000 CapoNord

モタード
- MX50
- MX125
- SXV450
- SXV550
- DORSODURO 750

アメリカン/クルーザー
- Classic50
- サルーテ

スクーター
- SR50/SR50 STREET
- SR50R/SR50R FACTORY
- ATLANTIC500
- ATLANTIC500SPRINT
- ATLANTIC250
- ATLANTIC125
- LEONARDO300
- LEONARDO250
- LEONARDO125
- SCARABEO500
- SCARABEO400
- SCARABEO250
- ハバナ50
- エリア51
- ソニック50
- SPORTCITY200
- SPORTCITY250
- SPORTCITY300